# Hyphessobrycon niger
Hyphessobrycon niger är en fiskart som beskrevs av García-alzate, Román-valencia och Prada-pedreros 2010. Hyphessobrycon niger ingår i släktet Hyphessobrycon och familjen Characidae. Inga underarter finns listade i Catalogue of Life.
Artepitetet i det vetenskapliga namnet är det latinska ordet niger (svart).